# Congregação da Sagrada Família
A Congregação da Sagrada Família (em latim: Congregatio a Sacra Famiglia), também conhecida por Congregação da Sagrada Família de Bérgamo, é uma Congregação religiosa masculina da Igreja Católica Apostólica Romana fundada por Santa Paula Elisabete Cerioli em 4 de novembro de 1863 e  reconhecida oficialmente em 1868 por dom Pietro Luigi Speranza.
Os membros da congregação usam a sigla C.S.F. após o nome próprio.
Sediada em Martinengo, na Itália, a congregação está presente também no Brasil, em Moçambique e na Suíça.

## Bispos pertencentes à congregação
- Dom Ottorino Assolari
- Dom Ettore Dotti